# Club Baloncesto Sevilla 1996-1997
Questa voce raccoglie le informazioni riguardanti il Club Baloncesto Sevilla nelle competizioni ufficiali della stagione 1996-1997.

## Stagione
La stagione 1996-1997 del Club Baloncesto Sevilla è l'8ª nel massimo campionato spagnolo di pallacanestro, la Liga ACB.
Grazie alla sentenza Bosman le società continentali approfittarono della possibilità di schierare un numero illimitato di giocatori comunitari, e gli stessi cestisti giovarono della più ampia libertà contrattuale loro concessa.

## Roster
Aggiornato al 30 luglio 2021.
| Caja San Fernando 1996-97 | Caja San Fernando 1996-97 |
| Giocatori                 | Staff tecnico             |
| ------------------------- | ------------------------- |

| N. | Naz.                                           | Ruolo | Nome             | Anno | Alt.   | Peso   |  |
| -- | ---------------------------------------------- | ----- | ---------------- | ---- | ------ | ------ |  |
| 4  | Spagna (bandiera)                              | AP    | Dani Pérez       | 1969 | 198 cm |        |  |
| 5  | Spagna (bandiera)                              | AP    | Luis Rosa        | 1974 | 192 cm |        |  |
| 6  | Stati Uniti (bandiera)                         | P     | Tom Garrick      | 1966 | 188 cm | 84 kg  |  |
| 7  | Spagna (bandiera)                              | C     | César Arranz     | 1969 | 203 cm |        |  |
| 8  | Spagna (bandiera)                              | P     | David Solé       | 1968 | 184 cm |        |  |
| 9  | Spagna (bandiera)                              | A     | Raúl Pérez (C)   | 1968 | 198 cm |        |  |
| 10 | Stati Uniti (bandiera)                         | P     | Michael Anderson | 1966 | 182 cm | 83 kg  |  |
| 11 | Stati Uniti (bandiera)                         | AG    | Tellis Frank     | 1965 | 208 cm | 102 kg |  |
| 11 | Stati Uniti (bandiera) · Portogallo (bandiera) | AC    | Steve Carney     | 1968 | 202 cm | 105 kg |  |
| 12 | Spagna (bandiera)                              | G     | Benito Doblado   | 1971 | 195 cm |        |  |
| 13 | Stati Uniti (bandiera)                         | AG    | Devin Gray       | 1972 | 201 cm | 109 kg |  |
| 14 | Spagna (bandiera)                              | C     | Nacho Romero     | 1973 | 214 cm | 103 kg |  |
| 15 | Inghilterra (bandiera)                         | C     | James Donaldson  | 1957 | 218 cm | 125 kg |  |
|    | Spagna (bandiera)                              | GA    | Jordi Grau       | 1968 | 191 cm |        |  |
| -  | Spagna (bandiera)                              | C     | Pedro Fernández  | 1978 | 208 cm | 103 kg |  |

| Allenatore                                                                 |
| - Aza Petrović                                                             |
| Assistente/i                                                               |
| - José Manuel Carrión Legenda - (C) Capitano - (IN) Inattivo - Infortunato |

## Mercato

### Sessione estiva
| Acquisti | Acquisti        | Acquisti    | Acquisti   | Acquisti |
| R.a      | Nome            | da          | Modalità   |          |
| -------- | --------------- | ----------- | ---------- | -------- |
| AP       | Dani Pérez      | León        | definitivo |          |
| C        | Nacho Romero    | Real Madrid | definitivo |          |
| C        | James Donaldson | Free agent  | definitivo |          |
| AC       | Steve Carney    | Oliveirense | definitivo |          |
| P        | Tom Garrick     | Meysu       | definitivo |          |
| C        | César Arranz    | Salamanca   | definitivo |          |
| AG       | Tellis Frank    | Manresa     | definitivo |          |

| Cessioni | Cessioni            | Cessioni       | Cessioni       | Cessioni |
| R.       | Nome                | a              | Modalità       |          |
| -------- | ------------------- | -------------- | -------------- | -------- |
| G        | Carlos Montes       | Granada        | fine contratto |          |
| AG       | Enrique Jorge López | Peñas Huesca   | fine contratto |          |
| AC       | Richard Scott       | Granada        | fine contratto |          |
| C        | Warren Kidd         | Olimpia Milano | fine contratto |          |
| C        | Ángel Almeida       | Sporting CP    | fine contratto |          |
| C        | Javier González     | Granada        | fine contratto |          |
| P        | Rafa Monclova       | Cordoba        | fine contratto |          |
| AG       | Juan Carlos Barros  | Granada        | fine contratto |          |

### Dopo l'inizio della stagione
| Acquisti | Acquisti   | Acquisti          | Acquisti   | Acquisti   |
| R.       | Nome       | da                | Data       | Modalità   |
| -------- | ---------- | ----------------- | ---------- | ---------- |
| AG       | Devin Gray | S. Falls Skyforce | marzo 1997 | definitivo |

| Cessioni | Cessioni   | Cessioni     | Cessioni      | Cessioni    |
| R.       | Nome       | a            | Data          | Modalità    |
| -------- | ---------- | ------------ | ------------- | ----------- |
| GA       | Jordi Grau | Peñas Huesca | dicembre 1996 | rescissione |